# Bryoptera subnigra
Bryoptera subnigra là một loài bướm đêm trong họ Geometridae.